# 雨音スイッチ 〜やまない雨と病んだ彼女そして俺〜
『雨音スイッチ 〜やまない雨と病んだ彼女そして俺〜 』（あまねスイッチ やまないあめとやんだかのじょそしておれ）とは、2013年7月26日にアダルトゲームブランド・スワンの姉妹ブランドである黒鳥から発売されたアダルトゲーム。
本項では、2021年にサイバーステップからリリースされたリメイク版『雨音スイッチ -Amane Switch-』についても解説する。

## 作品概要
平凡な少年と関係を持ったメンヘラ少女が、過去の因縁を持つ人間たちを巻き込んで惨劇を導き出す様子を描いたアダルトゲーム。「雨」をコンセプトにした本作は、陰湿な雰囲気を漂わせており、Hシーンは全て雨に濡れた時のものである。
2016年にはiSwanより、性的シーンや凄惨なシーンを控え目にしたiPhone版が配信された。

### リメイク版
2021年8月3日にサイバーステップから本作のリメイク版『雨音スイッチ -Amane Switch-』がAndroidでリリースされた。過去にiSWANが性的描写をカットして移植したiOS版とは異なり、グラフィックを全面的に描き起こしておりキャストもオリジナルから一新されている。また、同年8月24日にはSteam版が、10月7日にはNintendo Switch版が発売された。

## あらすじ
平凡な少年・水島慎二は、ある雨の日、踏み切りの前で転校生の里中雨音に出会う。傘も差さずにびしょ濡れになりながらも『あめふり』を歌う彼女の姿に惚れた慎二は、雨音と付き合うことにした。だが、彼女の過去に起因する異常な性格に振り回されるようになり、雨音と因縁を持つ、慎二の知り合いの女性たちの心の醜さをも露見されていった。

## 登場人物
キャストはオリジナル（黒鳥版）/ リメイク版の順。
水島 慎二（みずしま しんじ）
本作の主人公。
里中 雨音（さとなか あまね）
声：箱森ゆめ / 倉持京子（星めぐり学園）
慎二の学園に転入してきた少女。
父親の浮気により母親が自殺したことにより精神に異常をきたしている。
峰岸 陽子（みねぎし ようこ）
声：さとうもも / 彩山あり
慎二の元恋人。明るく活発な反面、独占欲が強く自己中心的で物事を都合よく解釈する傾向にあり、慎二のことをあきらめることなく近づいてくる。また、過去に雨音をいじめていた。
木崎 泉（きざき いずみ）
声：小椋ちよ / 伊織ねめあ（星めぐり学園）
慎二の学園の学生会長。真面目だが、執念深く陰湿な人物。
継父から性的虐待を受けており、継父の実子である雨音を学校でいじめる。
木崎 雫（きざき しずく）
声：桜瀬なゆ / 梨木うき
泉の妹。優しい人物だが、姉同様陰湿である上、姉に逆らえずにいる。
水島 雪華（みずしま ゆきか）
声：さとうもも / 大城芽唯
慎二のいとこ。父親を失った慎二を弟のように育ててきたが、それ以上の感情を内に秘めている。

## スタッフ
オリジナル（黒鳥版）
- 原画：鬼MAYUGE
- シナリオ：南条巴
- 音楽：Arp

## 評価
エンディングがすべて救いようのないバッドエンドであることや、雨音が母親の葬儀にウエディングドレスで駆けつけてくる場面がプレイヤー間で話題となった。
ルポライターの昼間たかしはおたぽるに寄せた記事の中で、「あまりの展開にテキストが読めなくなり、モニターを叩き壊しそうになった」とし、泣きたくなった作品であると評した。その一方で昼間は「全てのエンディングがバッドエンディングである時点で、悲惨な人生を送ってきた雨音を単なるメンヘラとして突き放せなくなり、他のヒロインへの殺意を抑えながらトゥルーエンドがないか探してしまった」とも述べている。